# Йохан Фридрих фон Валдщайн-Вартенберг
Йохан Фридрих Патернус фон Валдщайн-Вартенберг (на немски: Johann Friedrich Paternus Graf von Waldstein und Wartenberg; * 21 август 1756, Виена; † 15 април 1812, Зекау) е бохемски благородник, граф на Валдщайн и Вартенберг, епископ на Зекау (1802 – 1812).

## Живот
Той е вторият син на императорския камерхер граф Емануел Филиберт фон Валдщайн-Вартенберг (1731 – 1775) и съпругата му принцеса Мария Анна Терезия фон Лихтенщайн (1738 – 1814), дъщеря на княз Емануел фон Лихтенщайн (1700 – 1771) и графиня Мария Анна Антония фон Дитрихщайн-Вайхселщет (1706 – 1777). Наследник е най-големият му брат Йозеф Карл Емануел фон Валдщайн-Вартенберг (1755 – 1814). Роднина е на Йохан Фридрих фон Валдщайн (1642 – 1694), архиепископ на Прага (1675 – 1694).
Йохан Фридрих учи в рицарските академии Терезия и Савоя и в „Колегията Аполинари“ в Рим. От 1782 г. е домхер в Залцбург и Аугсбург (Бавария). На 25 март 1795 г. той е свещеник в Залцбург. На 20 ноември 1797 г. катедралният капител го избира за катедрален декан в Залцбург. На 21 юли 1802 г. той е избран за епископ на Зекау и е помазан на 13 август 1802 г. от архиепископ Колоредо.